# Classe Saint-Esprit
La classe Saint-Esprit était une classe de trois navires de ligne de 80 canons de la Marine royale française. Elle ne constituait pas vraiment une classe, car chaque vaisseau était construit selon une conception distincte, mais ils portaient chacun un armement standard s'élevant à 80 canons.

## Navires
- Saint-Esprit (1765-1795) : rebaptisé Scipion, perdu dans la tempête le 26 janvier 1795 .
- Languedoc (1766-1799 ) : rebaptisé L'Antifédéraliste et La Victoire.
- Couronne (en) (1768-1781) : incendiée accidentellement à Brest. Reconstruite à partir de l'épave de la Couronne, elle a été lancée en 1792 en tant que Ça Ira et capturée par la Royal Navy en 1795.

### Source
- (en) Cet article est partiellement ou en totalité issu de l’article de Wikipédia en anglais intitulé « Saint-Esprit-class ship of the line » (voir la liste des auteurs).